# Szamamun
Szamamun –‬‭ król Makurii w Nubii w latach około 1286–1287/1288, 1288–1289 i 1290–1295.
Szamamun panował w Dongolii trzy razy. Jego panowanie było przerywane najazdami egipskimi. Za każdym razem powracał jako lennik egipski przy zwiększonym trybucie (tzw. baktu). 